# Hohen Woos
Hohen Woos  ist ein Ortsteil der Gemeinde Vielank im Landkreis Ludwigslust-Parchim in Mecklenburg-Vorpommern. 

## Geografie und Verkehrsanbindung
Hohen Woos liegt nordöstlich des Kernortes von Vielank. Die Landesstraße L 04 verläuft südöstlich und die L 06 südwestlich.

## Sehenswürdigkeiten

### Baudenkmale
In der Liste der Baudenkmale in Vielank sind für Hohen Woos sieben Baudenkmale aufgeführt.